# Coefficient de rayonnement thermique
Le coefficient de rayonnement thermique est un coefficient de transmission thermique surfacique indiquant la contribution du rayonnement dans l'échange thermique.
Il s'exprime en watts par mètre carré-kelvin.